# William R. Miller
William R. Miller (* 27. Juni 1947) ist ein US-amerikanischer Psychologe, emeritierter Professor der University of New Mexico in Albuquerque sowie gemeinsam mit Stephen Rollnick Begründer der Motivierenden Gesprächsführung (Motivational Interviewing).

## Leben
Nach Studium von Psychologie und Klinischer Psychologie wurde Miller 1976 an der University of Oregon zum Doctor of Philosophy (Ph.D.) promoviert. Neben seiner Lehrtätigkeit forschte er am Center on Alcoholism, Substance Abuse, and Addictions (CASAA) in Albuquerque. Auf Basis der Erfahrungen in der Suchtforschung entwickelte er in enger Zusammenarbeit mit Stephen Rollnick die Methode des Motivational Interviewing, die ursprünglich allein auf die therapeutische Behandlung von Suchtkranken ausgelegt war.

## Schriften
- The addictive behaviors: treatment of alcoholism, drug abuse, smoking, and obesity, Oxford; New York; Toronto; Sydney; Paris; Frankfurt am Main: Pergamon Press, 1980, ISBN 0-08-025203-6 (als Herausgeber)
- Motivierende Gesprächsführung, 3. Auflage, Freiburg/Breisgau: Lambertus, 2009, ISBN 978-3-7841-1900-7 (mit Stephen Rollnick), englischsprachige Originalausgabe: Miller, W. R. & Rollnick, S., Motivational Interviewing. Preparing People to Change Addictive Behaviour, New York: Guilford Press, 1991.